# Карл Бьотхер
Карл Бьотхер (на немски: Karl Böttcher) е немски офицер служил по време на Първата и Втората световна война.

## Биография

### Ранен живот и Първа световна война (1914 – 1918)
Карл Бьотхер е роден на 25 октомври 1889 г. в Торн, днешна Полша. Присъединява се към армията и през 1909 г. става офицерски кадет от артилерията. Участва в Първата световна война и служи в различни артилерийски подразделения. През 1917 г. е произведен в звание капитан.

#### Междувоенен период
След войната се присъединява към Райхсвера.

### Втора световна война (1939 – 1945)
В началото на Втората световна война вече е със звание полковник. Между 1 декември 1941 и 18 февруари 1942 г. командва 21-ва танкова дивизия. Между 25 ноември 1942 и 28 февруари 1943 г. командва 345-а пехотна дивизия (мот.). След това поема последователно 326-а и 347-а пехотна дивизия, преди да заеме поста Höherer Artillerie-Kommandeur 305. Пленен е на 8 май 1945 г. и е освободен през 1947 г. Умира на 9 февруари 1975 г. в Бад-Вимпфен, Германия.

## Военна декорация
- Германски орден „Железен кръст“ (1914) – II (23 ноември 1914) и I степен (27 юли 1916)
- Орден „Кръст на честта“ (1 януари 1935)
- Германски Възпоменателен медал от 22 март 1939 г. (10 декември 1939)
- Германски орден „Железен кръст“ (1939, повторно) – II (5 юни 1940) и I степен (15 ноември 1940)
- Рицарски кръст (13 декември 1941)
- Италиански военен орден (14 януари 1942)
- Ръкавна лента на „Немския Африкански корпус“ (19 ноември 1943)